# Chop
Chop (en ucraniano: Чоп) es un pueblo ucraniano perteneciente al óblast de Transcarpacia. Situado en el oeste del país, forma parte del raión de Úzhgorod y centro del municipio (hromada) homónimo.

## Toponimia
El lugar también se conoce con un nombre similar en otros idiomas de importancia local (en rusino: Тячово, romanizado: Tiáchovo; en ruso: Чоп; en eslovaco: Čop; en polaco: Czop; en rumano: Ciop). En otros idiomas el nombre es distinto (en húngaro: Csap; en alemán: Tschop; en yidis: טשאָפּ‎, romanizado: Tshop).

## Geografía
Chop está a orillas del río Tisza, junto al trifinio con Eslovaquia y Hungría, 22 km al suroeste de Úzhgorod.

## Historia
Se conoce la existencia de la localidad desde 1281 y ha estado históricamente vinculada a Hungría. Los tártaros casi destruyeron el asentamiento (muchos de sus habitantes fueron raptados o asesinados) en el siglo XVI. En 1605 se menciona como propietarios a István Bocskai y, en los últimos años del siglo XVII, a la familia Vécsey.  En la guerra campesina dirigida de György Dózsa, también se ofreció como voluntario el escuadrón de Péter Borsvai de Csap. Los habitantes de Csap lucharon en el levantamiento de Tokaj de 1697 y también en la guerra de Independencia de Rákóczi (1703-1711).
El Compromiso de 1867 la incluyó en la Transleitania del Imperio austrohúngaro. De 1867 a 1918 la ciudad fue la capital del condado de Ung, bajo el nombre magiar de Csap. En 1869 se estableció la oficina de correos, dependiente de la dirección de Košice.
En la década de 1870 se inició la construcción del ferrocarril que pasa por Chop, que iba a conectar las regiones de Galitzia y Hungría.
Al finalizar la Primera Guerra Mundial, tras el fracaso del plan de unificación con la República Popular de Ucrania Occidental, Chop pasó a formar parte de la República Hutsul proclamada el 9 de enero de 1919 por el presidente Grigor Zatkovitch y el primer ministro Stepan Klotchurak. Sin embargo, el 11 de junio de 1919, Tchop fue tomada por las tropas comunistas húngaras de Béla Kun, derrotadas a principios de julio por Checoslovaquia. Los aliados reconocieron a Chop como parte de este último en septiembre de 1919, con el tratado de Trianón, con la condición de que Checoslovaquia concediera un estatus autónomo a la Rutenia subcarpática.Durante el período checoslovaco, administrativamente formaba parte del distrito eslovaco de Kráľovský Chlmec.
Según el primer arbitraje de Viena de 1938, la ciudad, junto con la parte sur de la Rusetia subcarpática, fue ocupada por Hungría.
El 29 de octubre de 1944, el Ejército Rojo toma Chop. La ciudad y sus alrededores fueron anexados a la RSS de Ucrania en junio de 1945, aunque antes este territorio no formaba parte de la Rutenia subcarpática, sino parte del territorio de Eslovaquia. La parte soviética insistió en transferir Chop y unos 250 km² del territorio eslovaco y como compensación, el pueblo de Lekárovce y sus alrededores fueron a Eslovaquia. En 1945 recibió el estatus de asentamiento de tipo urbano y se le concedió el estatus de ciudad en 1957.
El 26 de mayo de 1989 se fundó en Chop la organización de base de la Asociación Cultural Húngara Subcarpática y en 2003, recibió el estatus de ciudad de importancia regional (siendo una de las ciudades más pequeñas en tenerlo).

## Demografía
La evolución de la población de Chop entre 1880 y 2022 fue la siguiente:
| 1187                                                          | 2318 | 3572 | 3371 | 4985 | 6365 | 7839 | 9639 | 9506 | 8977 | 9018 | 8937 | 8626 |
| (Fuente: Cities & Towns of Ukraine y UKRAINE: Größere Städte) |      |      |      |      |      |      |      |      |      |      |      |      |

Según el censo de 2001, el 48,08% de la población son ucranianos, el 39,41% son húgaros, el 8,33% son rusos y el resto de minorías son principalmente gitanos (2,32%). En cuanto al idioma, la lengua materna de la mayoría de los habitantes, el 46,32%, es el ucraniano; del 41,52% es el húngaro; y el ruso es del 11,6%.

## Infraestructura

### Arquitectura, monumentos y lugares de interés
La iglesia medieval del siglo XV fue destruida y en 1903 se construyó en su lugar una iglesia católica romana, renovada en su interior en 2007. La iglesia protestante, construida entre 1857 y 1902, fue destruida al final de la Segunda Guerra Mundial, reconstruida e inaugurada en 1996.

### Transporte
Chop es un importante nudo ferroviario en Ucrania, donde la línea ferroviaria Leópolis-Stryi-Budapest se une a la línea Leópolis-Úzhgorod-Košice. También hay una línea que va hacia el este hasta Rumanía a través de Korolevo y Halmeu, aunque actualmente no hay servicios regulares. Cerca de Chop, también hay un cruce fronterizo internacional a Hungría (Záhony) y a Eslovaquia (Čierna nad Tisou).

## Galería

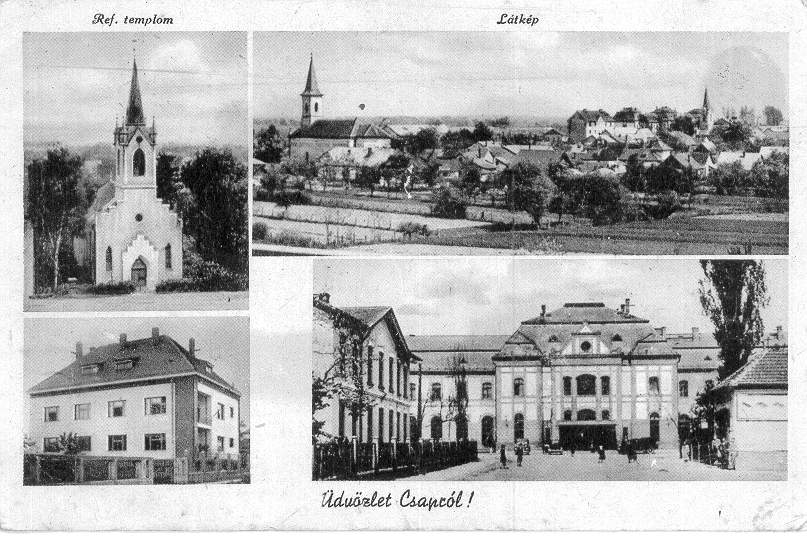
Chop en la década de 1930
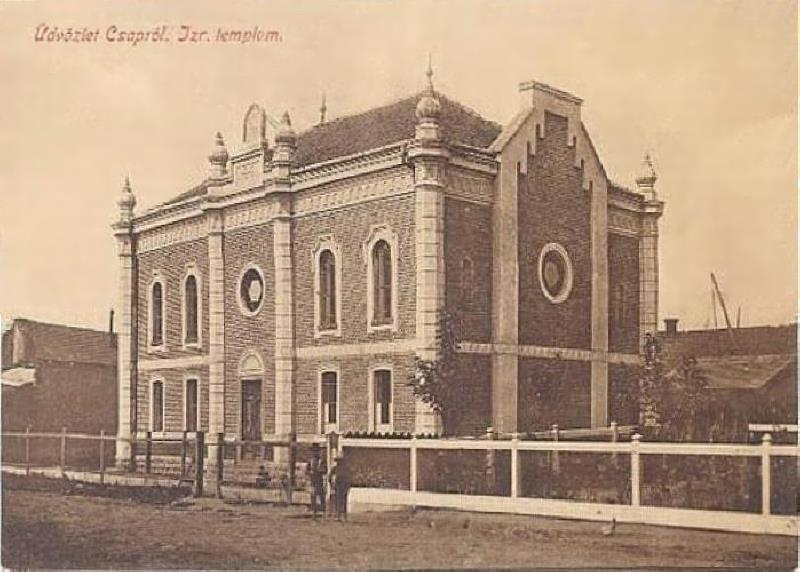
Antigua sinagoga (1907)
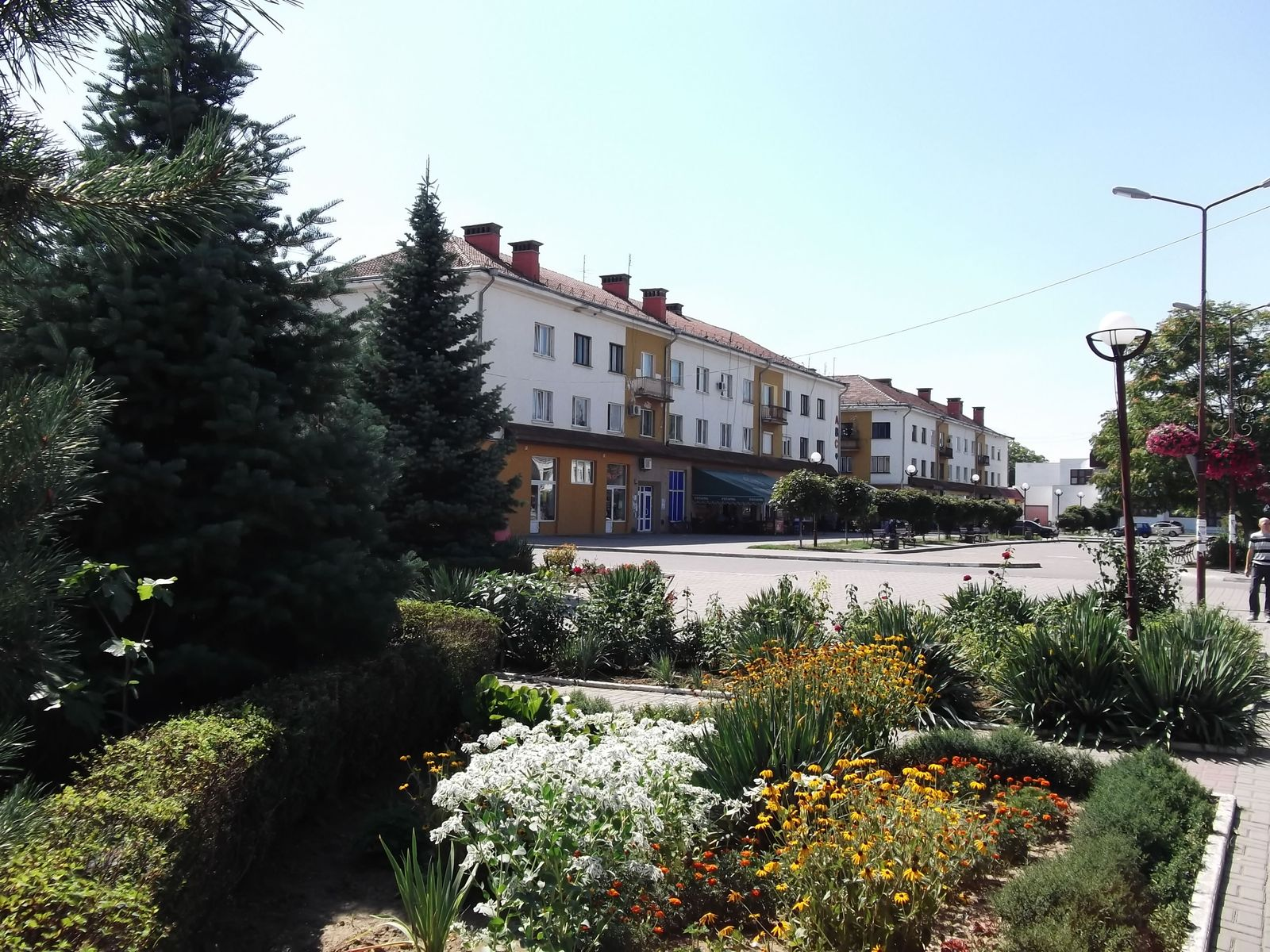
Vistas de la ciudad
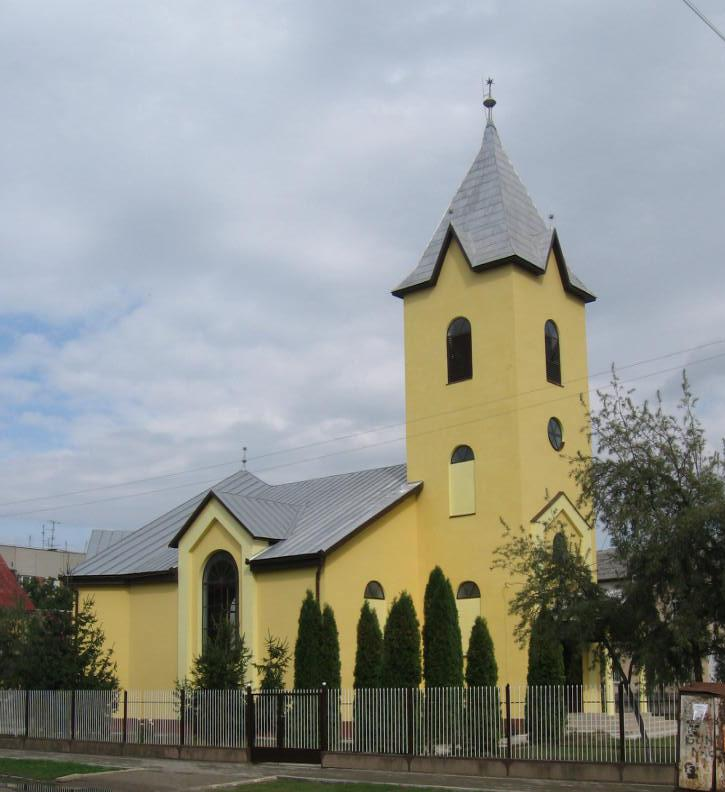
Iglesia nueva de Chop

## Ciudades hermanadas
- Chotěboř y Jablunkov, Chequia.
- Čierna nad Tisou, Eslovaquia.
- Bicske y Záhony, Hungría.
- Sokołów Małopolski, Polonia.
- Milove, Ucrania.